# Comando Supremo para la Yihad y la Liberación
El Comando Supremo para la Jihad y la Liberación (también conocido como Consejo Supremo de la Yihad y la Liberación, SCJL o Leales Baazistas) fue un frente iraquí que comprende 23 grupos de milicias formados en octubre de 2007 y dirigidos por el exvicepresidente del Consejo de Mando Revolucionario, Izzat Ibrahim al-Douri. El nombre se utiliza a menudo para referirse a la milica más grande del frente, el Ejército de los Hombres de la Orden Naqshbandi (también conocido por sus iniciales árabes JRTN), que estaba comandado por el propio Douri. 
La formación de la coalición se anunció el 3 de octubre de 2007 en un video grabado en vídeo difundo por el canal árabe de televisión Al Arabiya y en una declaración publicada en un sitio web baazista. El grupo cometerá varios atentados contra el gobierno y fuerzas de ocupación estadounidense en este periodo.

## Ideología
El grupo estableció una serie de ocho términos para llevar a cabo negociaciones con las fuerzas estadounidenses:
1. Reconocer oficialmente a la Resistencia patriótica, organizaciones patrióticas, nacionalistas árabes e islamistas de la Resistencia en todas sus organizaciones armadas y civiles como el único representante legitimo de Irak y su pueblo,
2. Anunciar oficialmente una retirada incondicional de Irak, ya sea inmediata o en etapas.
3. Detener las incursiones, persecuciones, asesinatos, destrucción, sabotaje, el despojo, las expulsiones y retirar las tropas de ocupación de todos los centros de población.
4. Liberar a todos los presos y detenidos sin excepción, y compensarles por sus pérdidas.
5. Regreso al servicio del Ejército iraquí y las fuerzas de seguridad nacional, que fueron declaradas disueltas por los estadounidenses durante su invasión de 2003. Deben ser restaurados de acuerdo con las reglas y tradiciones que estaban en vigor antes de la invasión estadounidense y también ser compensados por sus perdidas.
6. Comprometerse a compensar a Irak por todas las pérdidas, daños materiales, y morales causados al país por la ocupación.
7. Cancelar todas las leyes, decretos y otras leyes emitidas después de la ocupación.
8. Mantener conversaciones directas con la Resistencia sobre la implementación de un programa para cumplir con los principios adheridos por el Mando Supremo.

## Liderazgo
Además de nombrar a Ad-Douri, el Comando Supremo para la Jihad y la Liberación nombró a varios otros para su estado mayor:
- Teniente General 'Amir Muhammad Amin (Vicecomandante Supremo para Asuntos Militares)
- Shaykh 'Ali 'Abdallah al-'Ubaydi (Jefe del Órgano de Consulta Religiosa)
- General Khalid Sulayman Khalaf (Jefe del Consejo de Seguridad Nacional)
- Teniente General Muhammad Salig 'Alwan (Jefe de la Junta de Asuntos Administrativos y Financieros)
- General Salah ad-Din Ahmad (Jefe de la Junta de Información y Movilización)
- Dr. Kan'an Amin (Portavoz oficial)

### Grupos que lo conforman
El Mando Supremo para la Jihad y la Liberación está formado por 23 grupos de resistencia. La coalición está dirigida por un grupo musulmán sufí: "El Ejército de los Hombres de la Orden Naqshbandi". Se dice que Ad-Douri se adscribió al sufismo, una forma mística del Islam, en sus últimos años.
Los 23 grupos nombrados incluyen:
El nombre de los 23 grupos son;
1. El Ejército de los Hombres de la Orden de Naqshbandiyya
2. El ejército de los compañeros del Profeta (Jaish al-Sahaba)
3. El ejército de los Murabiteen (Jaish al-Murabiteen)
4. El ejército de al-Hamzah (Jaish al-Hamzah)
5. El Ejército del Mensaje (Jaish al-Risala)
6. El ejército de Ibn al-Walid (Jaish Ibn al-Walid)
7. El Comando Unido de los Muyahidines en Irak
8. Las Brigadas de Liberación (Kataeb al-Tahrir)
9. El ejército de al-Mustafa (Jaish al-Mustafa)
10. El Ejército de Liberación de Irak ("Jaish Tahrir Irak")
11. Escuadrones de los Mártires (Saraya al-Shuhada)
12. El ejército de los Sabireen (Jaish al-Sabireen)
13. Las Brigadas de la Jihad en la Tierra de los Dos Ríos
14. El Ejército del Caballero para la Liberación de la Región Autónoma
15. Escuadrones de la Jihad en Basora (Saraya al-Jihad al-Basrah)
16. Escuadrones yihadistas de Faluya (Saraya al-Falluja al-Jihadiya)
17. El Frente Popular Patriótico para la Liberación de Irak
18. Los escuadrones de la Revolución Husayni de at-Taff (Saraya Altaf al-Husayni)
19. Escuadrones de la Liberación del Sur (Saraya Tahrir al-Junoob)
20. Ejército de Haneen (Jaish al-Haneen)
21. Escuadrones de Diyala para la Jihad y la Liberación
22. Los Escuadrones de Gloria por la Liberación de Irak
23. Ejército de Liberación del Kurdistán[7]